# Réinsertion des militaires blessés psychiques en France
 (août 2020).
Si vous disposez d'ouvrages ou d'articles de référence ou si vous connaissez des sites web de qualité traitant du thème abordé ici, merci de compléter l'article en donnant les références utiles à sa vérifiabilité et en les liant à la section « Notes et références ».
 (août 2020).
La réinsertion professionnelle représente la remise sur le marché du travail, après une longue période d'absence due aux congés de maternité, à l'éducation des enfants, au service militaire, à l'emprisonnement, etc.
Le traumatisme psychique se présente quant à lui comme la confrontation à une réalité insupportable qui atteint profondément l'esprit. Les psychologues appellent cela une blessure psychique.
Selon Dominique Lévy, présidente du groupe de travail « Reconversion des militaires blessés » du Comité Liaison Défense du MEDEF, il existerait deux catégories distinctes de blessures : les blessures physiques et les blessures psychiques. Chez les militaires, la blessure dite physique s'apparenterait, selon elle, à « une blessure de guerre à la suite d'une explosion ou d'un échange de tirs sur un théâtre d'opération ». A priori, ce type de blessures peut survenir lors de l'entrainement. La blessure psychique, de son côté, « résulte d'un événement hors du commun confrontant directement le sujet à la mort ou à un équivalent symbolique. Elle s'explique à travers différents symptômes constitutifs d'un trouble de stress post-traumatique ».
La distinction entre ces deux catégories de blessures tient au fait que les blessures psychiques sont invisibles mais ont des conséquences dévastatrices sur la vie professionnelle, familiale ou sociale de la personne qui en souffre. De plus, comme le souligne le professeur Jean-Philippe Rondier, psychiatre à l'hôpital d'instruction des armées Percy, « ceux qui en souffrent n'en parlent pas spontanément ou très peu » ce qui rend le diagnostic de ces blessures difficile à établir. 
Malgré cette définition de la blessure psychique apportée par Mme Dominique Lévy, aucune définition officielle n'est encore consacrée, notamment par l'OMS, ce qui rend la compréhension de ce terme encore floue. 
Il s'agira ici d'exposer les mécanismes de réinsertion dans la vie civile des militaires blessés psychiquement. En effet, la réintégration de la vie en société n'est pas sans conséquences pour ces blessés psychiques. L'intégration dans une entreprise reste difficile à entrevoir pour certains. Elle nécessite alors un réel encadrement et un suivi approfondi.

## Histoire
Selon la pensée générale du début du XXe siècle, si les soldats deviennent fous c'est parce qu'ils étaient disposés à le devenir. 
En 1901, Joseph Babinski, développe le concept de « pithiatisme » et met en place des thérapies dites « pithiatiques » pour soigner les militaires traumatisés pendant la guerre. Ces thérapies pithiatiques ont pour but d'utiliser la persuasion pour soigner certains troubles nerveux ou mentaux. Pour le neurologue Babinski, ces blessures psychiques apparaissent après un traumatisme affectif et peuvent être traitées par la persuasion. Ces blessures seraient causées directement par la volonté du malade.
D'autres médecins considèrent que ces troubles mentaux sont causés par des affections physiques. En effet, selon Max Gallo,il y a cette idée, par exemple, que « le souffle de l'obus aurait traumatisé les soldats par les compressions de l'air, qui auraient fait éclater les vaisseaux sanguins dans le cerveau ». Cette idée que les troubles psychiques ne peuvent trouver leur origine que dans une affection physique est reprise dans l'étude des Maladies mentales de l'armée françaises des docteurs R. Mignot et A. Antheaume en 1909 qui parlent d'accidents psychiques constitutifs de traumatismes physiques. 
Aux prémices de la Première Guerre mondiale, en octobre 1914, le ministère de la Guerre instaure la création de huit centres neurologiques régionaux afin de pouvoir soigner les blessés nerveux. L'objectif est de traiter le plus rapidement possible les militaires souffrant de ces affections afin de pouvoir les envoyer à nouveau sur le front.
Le 25 août 2013, l'historien Jean Yves Le Naourre vient discuter sur les troubles mentaux des poilus de la Première Guerre Mondiale dans L'Esprit public. À cette occasion, il explique que la folie dans les armées est une honte puisque les militaires représentent leur patrie donc doivent être forts tant mentalement que psychologiquement. De même, il explique que les hommes souffrant de maladies mentales sont apparentés à des hommes fragiles, débiles et efféminés, les maladies mentales étant associées aux femmes. Cela explique donc la systématique dissimulation par les militaires de leurs blessures psychiques au départ et leur reconnaissance officielle aussi tardive. 
En 1916, l'on a considéré que les soldats simulaient la folie pour ne pas être envoyés au front. Cette période est appelée « l'hystérie des tranchées » selon Michel Plouznikoff, médecin-chef en psychiatrie à l'hôpital militaire Bégin. Ainsi, les autorités militaires ont mis en place une méthode dite « torpillage » consistant en des traitements choquants et violents tels que les traitements par chocs électriques. Les psychiatres sont cependant intervenus et ont finalement réussi à prouver qu'il ne s'agissait pas de simulations. Au sortir de la Première Guerre Mondiale a donc été introduite la question de la prise en charge des troubles psychologiques.
Durant la Seconde Guerre mondiale, les médecins ont étudié les troubles du comportement. Lors de la guerre du Kippour le 6 octobre 1973, près de la moitié des blessés recensés dans les 36 premières heures étaient des blessés psychiques. Cet événement va ainsi marquer un tournant dans la reconnaissance des blessures psychiques.
À la suite de ces deux guerres mondiales, puis notamment à la suite d'autres conflits au Vietnam ou encore en Algérie, une idée plus précise de "la nature et l'importance des troubles psychiques" a été observé "chez des soldats blessés ou mutilés, soit chez des rescapés, militaires ou civils, indemnes, mais quia avaient vécu leur situation comme traumatisante". Il a été question de névrose pendant un temps. 
Ce n'est qu'avec le décret du 10 janvier 1992 que les troubles mentaux sont officiellement reconnus comme blessures de guerre. Ce décret détermine les règles et barèmes pour la classification et l'évaluation des troubles psychiques de guerre. Dans le même temps, il prévoit l'indemnisation des anciens Poilus atteints de ces troubles mentaux mais cette indemnisation intervient un peu tard, les soldats de la Première Guerre Mondiale étant pour la majorité déjà décédés. Ce décret a été abrogé par le décret no 2016-1903 du 28 décembre 2016 prévoyant que les dispositions prévues par le décret de 1992 soient remplacées par celles correspondantes dans la partie réglementaire du code des pensions militaires d'invalidité et des victimes de guerre.
Bien que les blessures psychiques soient officiellement reconnues comme blessures de guerre et indemnisées, la réinsertion professionnelle des militaires qui en souffrent n'intervient que très tard. En effet, au départ les soldats souffrant de blessures psychiques étaient considérés comme des aliénés et étaient enfermés ou parfois même renvoyés au combat. La question de leur réinsertion n'est que très récente. Ce n'est qu'avec la création de la Cellule d'Aide aux Blessés de l'Armée de Terre (CABAT) par le chef d'État-Major de l'Armée de terre le 1er septembre 1993 que la question de la réinsertion des militaires commence à apparaître. Le but de cette cellule tient principalement dans l'accompagnement individuel des soldats blessés en les amenant progressivement à une réadaptation professionnelle. Les soldats blessés, tant psychiquement que physiquement, sont ensuite envoyés dans le Centre de Ressources des Blessés de l'Armée de Terre (CReBAT) situé à Beuil dans le Mercantour. Ce centre a été créé en septembre 2014 dans le sud de la France et propose des stages afin que les anciens militaires blessés puissent transposer leurs compétences militaires en ressources adaptées au milieu de l'entrepreneuriat.
Par arrêté du 10 juin 2009, l'agence de reconversion de la défense, appelée « Défense mobilité » voit le jour. Le but de cette agence est de proposer un accompagnement aux anciens militaires dans leur projet de transition professionnelle vers un emploi dans le secteur privé ou la Fonction publique. 
En 2017, Geoffroy Roux de Bézieux, à l'époque vice-président du MEDEF, réunit des acteurs de la Défense, des associations ainsi que des chefs d'entreprise afin d'aider les militaires blessés à retrouver une vie professionnelle hors du monde militaire.
Le 25 juin 2018 est lancé le quatrième Parcours Défense Entrepreneurs (PDE). L'agence de reconversion de la défense, Défense Mobilité, ainsi que le MEDEF se sont réunis pour mettre en place le 4e PDE, programme visant à contribuer au rapprochement du monde militaire et de l'univers de l'entreprise. Contrairement aux précédents lancements, le PDE de 2018 prévoit la possibilité pour les anciens militaires, accompagnés par Défense Mobilité et d'un chef d'entreprise « mentor », de présenter leur projet entrepreneurial.

## Symptômes
Le trouble de stress post-traumatique, ou TSPT, désigne un type de trouble anxieux sévère qui se manifeste à la suite d'une expérience vécue comme traumatisante. Les souvenirs, les images, les odeurs, les bruits et les sensations assimilées à l'événement traumatisant peuvent dévaster la vie de la personne qui en souffre. Ainsi, plusieurs symptômes caractéristiques apparaissent à la suite de la survenance de l'événement traumatisant. 
- Le symptôme d'intrusion, manifesté par : flashback, angoisse, cauchemar, tension musculaire. Le militaire blessé revit les souvenirs qui le hantent.
- Le symptôme d'évitement, manifesté par : amnésie, marginalisation et détachement de sa famille et de ses proches, manque de communication. Le militaire blessé fuit et s'enferme dans une sphère négative liée aux événements qu'il a vécu.
- Le symptôme d'hyper stimulation, manifesté par : insomnie, irritabilité, énervement, peur, possible comportement violent. Le militaire blessé est en détresse psychique.

## Les Acteurs au cœur de la réinsertion

### L’agence de reconversion de la défense / défense mobilité[18]
Défense mobilité, aussi appelée l’agence de reconversion de la défense participe amplement à la réinsertion des militaires dans le monde du travail. En effet, cet organisme va permettre que, chaque année, plus de 14 000 militaires et civils des armées entament des démarches en vue d’une transition professionnelle ou d’un retour à l’emploi. Cette agence consent à orienter et accompagner les anciens militaires vers un projet professionnel adéquat. Ainsi, toute une procédure est mise en place pour leur permettre de retrouver rapidement un emploi dans le secteur public ou privé. Les candidats sont donc préparés tout au long d’un processus qui contient ’information, leur orientation, des formations financées par l’agence, des méthodes favorisant la recherche d’emploi (rédaction du CV et lettre de motivation, simulation d’entretiens d’embauche) et des prestations d’accompagnement vers l’emploi.
L’agence Défense mobilité est composée d’une direction installée à Paris Vincennes, ainsi que de six pôles régionaux présents à Bordeaux, Lyon, Marseille, Metz, Paris et Rennes. On compte 350 conseillers répartis sur tout le territoire national mais aussi en outre-mer grâce à une antenne de proximité implantée dans les DROM/COM. Parmi ces 350 conseillers, quarante sont experts dans l’accompagnement à la transition professionnelle des militaires blessés. De ce fait, un accompagnement adapté peut leur être proposé.
Défense mobilité détient également son propre centre de formation : le centre militaire de formation professionnelle (CMFP). Il se situe à Fontenay-le-Compte. Parmi les candidats comptant au sein de l’agence, 20 % suivent une formation en ce centre.
Le CMFP est l’un des plus grands centres de formation d’Europe. En effet il comprend 19 hectares d’infrastructures consacrés à ces formations. À l’issue de la formation, de nombreux titres professionnels ou qualifications sont délivrés favorisant un retour à l’emploi dans les meilleurs délais. On compte neuf domaines d’activité possibles permettant l’accès à une cinquantaine de métiers.  
Le centre reçoit l’ensemble des militaires, qu’ils soient issus des trois armées, de la Gendarmerie ou des directions et services. Afin de promouvoir l’égalité, le CMFP a aménagé différents dispositifs permettant d’accueillir également tout militaire blessé. Ainsi, le centre a mis en place un soutien coordonné avec l’échelon médicosocial, un conseiller facteur humain mais également un encadrement de contact sensibilisé aux problèmes liés aux blessures physiques et psychiques.

### Les cellules d’aide aux blessés des armées et de la gendarmerie[20]
Afin de promouvoir la réinsertion des blessés psychiques, de nombreuses cellules ont été instituées. Elles concentrent l’écoute, l’assistance, le conseil, l’accompagnement et la réinsertion des militaires blessés.

#### La CABAT
Pour les articles homonymes, voir Cabat.
La Cellule d’aide aux blessés de l’armée de Terre (CABAT) est un organisme national assurant le soutien des militaires blessés en service ou de leur famille endeuillée. Elle permet également la coordination et le conseil auprès des régiments du militaire blessé et ce, pendant les six mois suivant la blessure. En effet, dès que la CABAT a connaissance d’un nouveau blessé, elle va organiser la marche à suivre, à savoir : le suivi administratif et social, l’assistance juridique, l’accueil ainsi que la visite des familles. Par la suite, la cellule va veiller au suivi du blessé, de sa guérison jusqu’à sa réinsertion dans l’institution militaire ou dans le secteur civil.
Cette cellule est placée sous l’égide du Gouverneur militaire de Paris et répond aux ordres du cabinet du chef d’État-Major de l’armée de Terre. Elle est composée de cinq cellules d’expertise : réinsertion, juridique, action sociale, santé et reconstruction par le sport.
De nombreuses associations vont s’engager afin d’aider la CABAT à répondre aux nouveaux besoins identifiés pour les blessés. Parmi elles, l’association Terre Fraternité ou encore l’association Solidarité Défense.

#### La CABAM
La Cellule d’Aide aux Blessés et d’Assistance aux familles de la Marine (CABAM), créée en 2011, organise un dispositif d’aide et de soutien pour les marins malades et blessés ainsi que pour leur famille endeuillée. Elle a pour rôle de coordonner tout ce qui a aspect à l’administratif, au juridique, à la psychologie et à l’humain en tant que tel. Elle permet alors d’accompagner de la manière la plus adaptée les marins blessés et leurs familles dans leur reconstruction physique et psychique. La CABAM s’efforce également de recréer le lien entre la Marine et l’ensemble des marins malades et blessés qu’elle suit. 
Depuis 2017, la CABAM s’oriente davantage sur la reconstruction ainsi que la réinsertion sociale des marins blessés. Ses principales actions se tournent vers des stages promouvant l’accompagnement social, l’entraide et la solidarité.
La CABAM fonctionne sur le principe de la solidarité. Cela signifie que son action est indépendante de toute notion d’imputabilité au service. Cette cellule est présente à Paris et à Toulon. Elle travaille en collaboration avec de nombreuses associations, assurances et mutuelles ce qui permet d’élargir les acteurs présents pour le soutien de ces marins.

#### La CABMF
Depuis le 2 avril 2007, la Cellule d’Aide aux Blessés, Malades et Familles de l’armée de l’Air (CABMF Air) est une entité rattachée au directeur des ressources humaines de l’Armée de l’Air. Elle est composée de deux pôles, le Bureau d’Aide aux Familles endeuillées (BAF) et le Bureau d’Aide aux Blessés et malades (BAB). C’est le principal référent pour l’armée de l’Air des cas de blessures, maladies et décès. 
Cette cellule a pour mission de faciliter les démarches quotidiennes des militaires blessés ou de leur famille. Ainsi, elle assiste le militaire blessé ou malade quelle qu’en soit la cause pour le suivi des dossiers juridiques et sociales et l’accompagne tout au long de sa convalescence. Par la suite, elle peut également suivre un militaire jusqu’à sa réinsertion professionnelle et sociale dans l’institution militaire ou dans le civil. Ses actions sont multiples et diverses. Elle écoute, accompagne, assiste et conseille les bases aériennes, aide à la réinsertion, etc. De même, elle soulage et conseille les familles du militaire décédé.

### L’Office National des Anciens Combattants et Victimes de Guerre (ONACVG)[22]
L’office national des anciens combattants et victimes de guerre (ONACVG) est un établissement public administratif placé sous l’égide du ministère des Armées. L’office a pour mission de préserver au mieux les intérêts matériels et moraux du monde combattant.
Ainsi, elle fixe sa ligne de conduite sur la réparation et la solidarité visant à promouvoir le monde militaire et à favoriser la réinsertion professionnelle et la réadaptation sociale des anciens combattants. L’office porte une attention particulière à la réinsertion des militaires souffrant d’état de stress post-traumatique.
L’ONACVG tente d’atteindre ses objectifs en accordant des aides financières, de l’assistance et du conseil auprès de ses ressortissants. Les aides seront différentes selon le profil du bénéficiaire. Cependant ces aides seront versées en complément des autres prises en charge que le demandeur est en droit d’obtenir, comme la prise en charge par la maison départementale des personnes handicapées (MPDH). En outre, l’ONACVG propose également aux militaires blessés de financer des prestations de formation et d’accompagnement de leur recherche d’emploi. Cette action est accomplie par l’Association nationale pour la formation professionnelle des adultes (AFPA).
L’ONACVG est décentralisé en plusieurs services départementaux. Ces derniers ont pour objectifs d’accueillir le bénéficiaire, l’écouter mais surtout l’accompagner et l’orienter sur ses projets.

### Le Service de santé des armées (SSA)[24]
Le service de santé des armées (SSA) est un service composé de près de 15 000 hommes et femmes, civils et militaires et de plus de 3 000 réservistes. Sa principale mission est de donner la possibilité aux blessés militaires de récupérer et de se réinsérer dans la vie professionnelle et sociale. Pour cela, ce service assure un rôle de soutien médical auprès des forces armées et de la Gendarmerie.
Pour atteindre ses objectifs, le SSA utilise des techniques médico-chirurgicales spécifiques et même novatrices. Par exemple « le damage control » qui consiste à réduire le temps opératoire initial en ne réalisant que les gestes vitaux et nécessaires. 
Le SSA assure une prise en charge médicale et chirurgicale constante permettant un accompagnement permanent des militaires blessés. Le service assure un réel suivi médico-psychologique dans le but d’aider ces anciens combattant à retrouver la sérénité et surtout à se réinsérer dans la vie socio-professionnelle.
Depuis le 3 septembre 2018, le SSA bénéficie d’une nouvelle gouvernance. Ainsi dorénavant elle s’articule autour de chaînes métiers rassemblant les cinq directions du SSA et d'une chaîne ressources humaines avec la création du département de gestion des ressources humaines rattaché à la direction centrale.

### Les associations et fondations

#### Association AD AUGUSTA
L’association Ad Augusta participe activement à la réinsertion des militaires atteints d’un traumatisme psychique. En effet elle leur propose un parcours de reconstruction adapté et un accompagnement permettant de leur créer un nouveau projet personnel ainsi que professionnel.
L’association met tout en œuvre pour aider le blessé à retisser des liens avec son environnement familial, social et professionnel. Les adhérents participent à des stages d’une semaine de remise en situation dans lesquels ils seront amenés à faire des exercices quotidiens adaptés à leur traumatisme. Par la suite l’association va inscrire ces anciens combattant dans des projets adaptés afin de les maintenir dans une activité dynamique. Enfin, le blessé sera mis en relation avec des organismes professionnels chargés de la réinsertion tels que la CABAM.
L’association a prouvé son efficacité grâce à de nombreux témoignages d’adhérents qui affirment que cela leur a permis de rompre avec la solitude en rencontrant d’autres blessés, mais aussi de rester en confiance. 

#### Association AU-DELÀ DE NOS HANDICAP
L’association « Au-Delà de nos Handicaps », permet aux blessés psychiques un accompagnement vers leur reconstruction et leur réinsertion au travers notamment d’activités en pleine nature. La majorité de ses membres sont d’ailleurs des militaires, valides ou blessés. 
L’association a été reconnue d’intérêt général. Elle remplit sa mission en organisant des stages de re-dynamisation en pleine nature permettant alors la reprise de confiance en soi, l’entraide et l’épanouissement. Elle soutient également la création et le développement d’innovations permettant l’autonomie et l’émancipation. Enfin, elle anime un réseau de compétence afin de soutenir les projets d’accompagnement du handicap.

#### Association HANVOL
Un militaire blessé peut être reconnu comme travailleur handicapé. À ce moment, il pourra être accompagné par l’association HANVOL. Cette association, créée en 2010, permet aux travailleurs handicapés de se reconvertir dans l’industrie aéronautique et spatiale ainsi que l’électronique de la défense et tout ce qui a attrait aux métiers de l’aérien. Son principal objectif est de favoriser la formation et l’emploi des personnes en situation de handicap.
L’association procède en plusieurs étapes. Tout d’abord elle recense les contrats en alternance ouverts dans les entreprises adhérentes. Elle procède ensuite au pré-recrutement auprès d’organismes spécialisés puis à la sélection des candidats. Ensuite, elle met en place une préformation avant de mettre le candidat en relation avec les entreprises.

## Dispositifs de réinsertion

### Opération OMEGA[28]
Le 7 janvier 2016 à Paris (Café Vefour) se sont réunis les représentants du monde économique et des médias. Le colonel Thierry Maloux, chef de la CABAT (cellule d’aide aux blessés de l’armée de Terre) a présenté à la presse l’opération « Omega » lancée en avril 2015, soutenue par l’armée de Terre, le gouverneur militaire de Paris et l’association Terre Fraternité. Thierry Maloux témoigne de l’importance de cette opération : « Alpha et Omega du parcours nous sommes bien à la fin du parcours du blessé à ce moment très délicat et très important de la transition entre la vie militaire et la vie civile ». 
L’opération OMEGA consiste :
- à donner des outils professionnels pour faciliter la réinsertion en entreprise ;
- à conquérir des entreprises, des décideurs, des mécènes et de les fidéliser ;
- à permettre l’immersion en entreprise, puis signer un contrat à durée indéterminée (CDI).

OMEGA est une procédure qui formalise tout le circuit de réinsertion professionnelle des blessés psychologique de la défense. Le candidat se voit proposer des stages d’immersion en entreprise dans le but de se réinsérer professionnellement.
Ce processus s’opère en plusieurs étapes. D’abord une évaluation de la capacité des blessés psychiques est faite par la CABAT et l’entreprise afin d’engendrer une immersion. Par la suite, un contact entre le DRH et la CABAT permet une prise information sur l’opération OMEGA puis permet de déterminer les profils et les postes à pourvoir. Ensuite, une journée d’information et de présentation a lieu entre le blessé psychique, la CABAT et l’entreprise. C’est à ce moment qu’une présélection s’opère. Puis, dès lors que les compétences du candidat concordent avec les besoins de l’entreprise, un stage en immersion est proposé. Un engagement mutuel tripartite se formalise, entre l’armée de Terre, l’entreprise et le blessé, par la signature de la Charte et de la Convention de stage. Enfin, le blessé est accompagné professionnellement par la CABAT ainsi que le tuteur sur une période de 1 à 12 mois, afin d’aboutir à une réadaptation professionnelle la plus efficiente possible. Potentiellement, après cette étape un contrat de travail peut être signé. À savoir que cette opération a déjà débouché sur treize contrats à durée indéterminée chez Nexter, Conforama, Michelin, Décathlon et Auchan ainsi que des promesses d’embauche chez Thales et Aéroports de Paris.
Tout au long de ce processus un suivi médical régulier est assuré par le service de santé des armées (SSA). C’est par l’accord préalable de ce dernier que peut être engendré un stage en immersion.
Par ailleurs, un soutien financier est également apporté par l’Association Terre Fraternité, concernant les frais de déplacement et de logement lors de la journée d’information, la signature de la convention puis l’accompagnement des blessés psychique en entreprise. 
Ainsi, les entreprises contribuent à resserrer les liens armée/nation permettant la réinsertion des soldats blessés

## Le militaire (blessé psychique) en entreprise

### Intégration du blessé psychique en entreprise

#### La reconnaissance de l’aptitude du militaire: la médecine du travail
En entreprise, le militaire blessé peut s’adresser uniquement au médecin du travail de l’entreprise ou à l’équipe pluridisciplinaire de santé sécurité au travail (SST), pour faire état de sa ou ses blessures et les conséquences qui en découlent. Néanmoins, il peut également solliciter le service de santé des armées s’il souhaite prendre contact avec le médecin qui le suivait au préalable. Tous les échanges dans ce cadre restent obligatoirement confidentiels.  
Enfin, le médecin du travail délivrera une attestation d’aptitude au militaire, ce qui lui permettra d’exercer un emploi. 

#### La reconnaissance des travailleurs handicapés (RQTH)
Les anciens militaires et assimilés, titulaires d'une pension militaire d'invalidité, au titre du code des pensions militaires d'invalidité ou des victimes de guerre peuvent être reconnu travailleur handicapés. 
La reconnaissance du statut de handicap pour les militaires blessés psychiquement leur ouvre un accès multiple à des dispositifs favorisant leur insertion professionnelle dans la société civile. Par ailleurs, ces mesures favorisent leur maintien dans l’emploi, comme l’atteste le suivi médical particulier. 
Les articles R.4624-20 et suivants du Code du travail font part des préconisations d’adaptation du poste du travail à l’encontre des blessures et les conséquences qu’elles génèrent.

#### L’information de l’employeur
Lors de son arrivée dans l’entreprise, l’ancien militaire blessé reconnu handicapé n’a aucune obligation de le signaler à son employeur. En effet, aucune discrimination à l’emploi ne peut être appliquée au titre du handicap comme le disposent les lois de lutte contre les discriminations du 16 novembre 2001 et du 27 mai 2008. 
Cependant, il peut paraître avantageux pour le salarié, blessé psychique, de l’évoquer avec son employeur. En effet, ce dernier pourra relever les différentes difficultés pouvant survenir à l’occasion du travail de son salarié. L’employeur aura alors la possibilité d’anticiper un certain aménagement ou une adaptation au poste de travail. 
En cas d’absences prolongées, répétées, l’employeur a pour seule possibilité d’aborder la question des bouleversements que cette situation peut engendrer dans le fonctionnement dans l’entreprise. En d’autres termes, il ne peut aborder directement la question du handicap.

#### Aménagement du poste de travail
Afin d’intégrer au mieux le blessé psychique en entreprise, de nombreuses précautions sont à entrevoir. Tout d’abord il parait important de ne pas le stigmatiser. Pour autant, quelques adaptations au poste de travail sont à prévoir pour compenser son handicap psychique. C’est d’ailleurs une obligation légale de l’employeur d’adapter son salarié à son poste de travail. Cela est affirmé dans l’article L.6321-1] du Code du travail. 
Il existe plusieurs formes d’aménagements. Par exemple l’employeur peut installer le blessé psychique dans un bureau isolé ou au contraire un bureau collectif selon son besoin. L’employeur peut également adapter le rythme de travail du militaire blessé (temps partiel / complet, horaires souples…). 
Outre les adaptations techniques, il parait important que l’employeur adopte une attitude bienveillante vis-à-vis du militaire recruté. Un comportement adapté est le bienvenu afin d’aider le militaire à se sentir en sécurité. 
Enfin, une autre mesure peut être prise : l’attribution d'un tuteur au militaire blessé. Ce dernier peut l’accompagner et le guider tout au long de son intégration dans l’entreprise. Il est présent pour l’aider en cas d’éventuelles difficultés et peut l’écouter en cas de besoin.

### Le bénéfice du blessé psychique pour l’entreprise

#### Obligation d’emploi des travailleurs handicapés (OETH)
Selon l’article L.5212-13 du Code du travail,, les anciens militaires et assimilés titulaires d’une PMI (pension militaire d’invalidité) (voir infra) entrent dans le cadre de l’Obligation d’Emploi des Travailleurs Handicapés (OETH). En effet, les entreprises ont pour obligation légale d’embaucher un quota de 6 % de travailleurs handicapés au sein de leurs effectifs. 
Ainsi, accueillir par le biais de stages ou par l’embauche, des militaires blessés, permet aux entreprises de satisfaire à leur obligation d’emploi inscrite à l’article L.5212-2 du Code du travail.

#### Contribution du savoir des militaires blessés[37]
Les militaires peuvent apporter un réel bénéfice à l’entreprise. En effet, par leur formation et leur parcours, ils recèlent une combinaison d’avantages par le biais : 
- de leurs savoirs dispensés par des centres de formation ou bien en école ;
- de leur savoir-faire : gestion de crise, prise de décision rapide, gestion des urgences, gestion du stress, motivation ;
- de leur savoir-être : loyauté, esprit d’équipe, rigueur, autonomie, adaptabilité, implication.

Les armées génèrent le développement de compétences variées aussi bien managériales que techniques transposables dans le secteur civil. L’armée recense environ quatre cents métiers dans des milieux variés. Cela permet aux entreprises de pouvoir recruter dans une démarche citoyenne efficiente au regard des militaires blessé et pour son propre profit. 
De nombreux témoignages ont démontré que les entreprises étaient très satisfaites des militaires recrutés.

#### Responsabilité sociétale des entreprises (RSE)
En employant un militaire blessé, les entreprises contribuent à accomplir un aspect de leur responsabilité sociétale. En réinsérant des blessés, elles contribuent à la défense nationale. Elle véhicule une valeur forte de solidarité au sein de la culture même de l’entreprise. Par ailleurs, de nombreuses opportunités et aides sont délivrées à l’entreprise.

## L’indemnisation du handicap psychique: la pension militaire d’invalidité
Le syndrome de stress post-traumatique est considéré comme une blessure et non une maladie. De ce fait, il peut être indemnisé comme telle. Les blessures peuvent donner lieu à la pension militaire d’invalidité (PMI), comme le souligne l’article  L.121-1 du code des pensions militaires d'invalidité et des victimes de guerre.
Sous réserve notamment de remplir les conditions suivantes :
- démontrer l’imputabilité de la blessure à un fait de service ou survenu à l’occasion du service ;
- démontrer l’existence d’un lien de causalité direct et certain entre ce fait et l’origine de l’infirmité.

C’est ce que rappel la réponse formulée par l’Assemblée Nationale à la question écrite no 96960 de M. Serge Grouard à l’attention du ministre de la Défense.

## Quelques chiffres

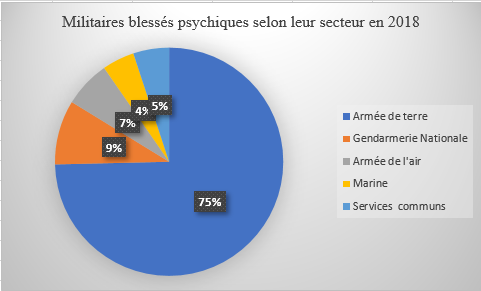
Graphique représentant le nombre de militaires blessés psychiques en fonction du secteur.

Selon le rapport d’information de l’Assemblée Nationale, déposé par la commission de la Défense nationale et des Forces armées, 2 625 blessés psychiques ont été déclarés entre 2009 et 2018. 
En 2018, 199 militaires blessés psychiques ont été déclarés. Ce chiffre comprend 147 cas dans l’armée de Terre, dix-huit cas dans la Gendarmerie Nationale, treize cas dans l’armée de l’Air, neuf cas dans la Marine et dix cas dans les services communs. Au 30 juin 2019, 202 militaires atteints d’une affection psychique du fait d’une OPEX (opération extérieure) ont été accompagnés par la CABMSSA sur un total de 315 blessés et malades en service. 
Le Centre militaire de formation professionnelle (CMFP) a accueilli, en 2017, 36 blessés dont 23 blessés psychiques et quatre blessés à la fois physiques et psychiques. En 2018, 41 blessés ont été accueillis dont trente blessés psychiques et trois blessés à la fois physique et psychiques. De janvier à juin 2019, sur 35 blessés accueillis, 23 étaient des blessés psychiques. 
En 2018, 279 militaires blessés physique et blessés psychiques se sont inscrits à Défense Mobilité, dont 218 dans l’armée de Terre, 32 dans la Marine et 18 dans l’armée de l’Air. 92 blessés ont pu être reclassés dans l’année, contre 44 en 2017. Dans le secteur privé, ont été conclus 31 CDI, seize CDD, seize contrats d’intérim et huit contrats de réinsertion-emploi. Dans la Fonction publique, dix blessés sont devenus titulaires, six blessés sont contractuels et cinq blessés ont pu suivre un stage.